# Hemicythara
Hemicythara is een geslacht van weekdieren uit de klasse van de Gastropoda (slakken).

## Soorten
- Hemicythara angicostata (Reeve, 1846)
- Hemicythara octangulata (Dunker, 1860)